# Horst Gerlach (Politiker)
Horst Bruno Gerlach (* 16. August 1919 in Lötzen; † 16. Dezember 1990 in Leer) war ein deutscher Politiker (SPD).

## Leben und Beruf
Nach dem Besuch des staatlichen Gymnasiums in Lötzen war Gerlach 1936/37 im elterlichen Handelsbetrieb tätig. Er leistete 1937/38 Reichsarbeitsdienst, anschließend Wehrdienst und nahm von 1939 bis 1945 als Soldat bei der Kriegsmarine am Zweiten Weltkrieg teil.
Nach dem Kriegsende nahm Gerlach eine Tätigkeit als Verwaltungsangestellter in der Arbeitsverwaltung auf. Er legte die zweite Verwaltungsfachprüfung ab, war von 1947 bis 1949 Nebenstellenleiter beim Arbeitsamt in Wittmund und von 1949 bis 1953 in gleicher Funktion beim Arbeitsamt in Aurich beschäftigt. Anschließend wurde er Leiter der Vermittlung beim Arbeitsamt in Leer. Von 1980 bis 1983 war er Sozialattaché an der Deutschen Botschaft in Rom.

## Partei
Gerlach war Mitglied der SPD und wurde 1947 zum stellvertretenden Vorsitzenden des SPD-Unterbezirks Weser-Ems gewählt.

## Abgeordneter
Gerlach war 1948/49 Ratsmitglied der Stadt Wittmund und von 1956 bis 1961 Ratsmitglied der Stadt Leer. Von 1961 bis 1976 war er Kreistagsmitglied des Landkreises Leer.
Dem Deutschen Bundestag gehörte er von 1961 bis 1976 an. Er war stets über die Landesliste der SPD Niedersachsen ins Parlament eingezogen.
Von 1966 bis 1977 war er auch Mitglied des Europaparlaments.